# Girl You Know It's True (canción)
«Girl You Know It's True» (en español: Chica, tú sabes que es verdad) es una canción del grupo estadounidense Numarx
La canción alcanzó el número uno en el German Singles Chart, el número dos en los Estados Unidos y el número tres en el Reino Unido, convirtiéndose en una de las más importantes de la música dance pop en la historia.

## Historia
La canción fue escrita por Ky Adeyemo, Rodney Holloman, Kevin Liles, Bill Pettaway y DJ Spen; la mayoría de los cuales eran miembros del grupo Numarx y quienes grabaron la canción por primera vez.
Iniciado por DJ Spen y con Kool Rod como el MC original, Numarx fue un colectivo de DJs locales que formaron un equipo a principios de los años 1980, originalmente compuesto por cuatro miembros. El grupo se expandió a cinco a mediados de la década de 1980 con la adición de Liles como compañero mc. En 1987, habiendo ya lanzado material durante sus primeros años, Numarx lanzó el sencillo "Rhymes So Def", que recibió airplay nacional en ese momento. El siguiente sencillo de este éxito menor fue Girl You Know It's True.
La idea de la canción comenzó cuando el grupo escribió un rap a una canción compuesta por el músico y compositor local Bill Pettaway, Liles y Holloman escribieron la letra y Spencer hizo el ritmo. La canción fue grabada en Studio Records en Oxon Hill, Maryland (a las afueras de Washington D. C.). Kevin Liles y Kool Rod son los vocalistas principales que riman en el disco, con Spencer proporcionando algunas voces de fondo. Sin embargo, el vocalista más prominente en el gancho y coros de la canción es Charles "Ooh Oh Ooh" Christopher.
Charles era amigo de Pettaway, Adeyemo y el teclista de Starpoint George Phillips y se convirtió en la voz con la que todos cantaba. Aunque la canción no coincidió con el éxito de "Rhymes So Def" en Estados Unidos, "Girl You Know It's True" sí conectó con el público del otro lado del Atlántico, convirtiéndose en un éxito popular en Alemania Occidental. Fue aquí donde el productor de Milli Vanilli, Frank Farian, probablemente escuchó por primera vez la melodía.
Numarx incluyó su Girl You Know It's True en su único álbum, Our Time Has Come, publicado en 1988. Numarx - Our Time Has Come @Discogs.com
- 12-inch maxi – Australia, New Zealand, UK

1. Girl You Know It's True
2. S.P.E.N. (The confusión)

- 12-inch maxi – Canada, U.S.

1. Girl You Know It's True
2. S.P.E.N. (The confusión)

- 12-inch maxi – Germany, UK

1. Girl You Know It's True
2. S.P.E.N. (The confusión)

- 7-inch single

1. Girl You Know It's True
2. S.P.E.N. (The confusión)

- 7-inch single – UK 2nd issue, Sweden

1. Girl You Know It's True
2. S.P.E.N. (The confusión)